# Nécropoles de Ravanjska Vrata
Les nécropoles de Ravanjska Vrata se trouvent en Bosnie-Herzégovine, dans la municipalité de Kupres. Elles abritent 68 stećci, un type particulier de tombes médiévales. Elles sont inscrites sur la liste des monuments nationaux de Bosnie-Herzégovine et font partie des 22 sites avec des stećci proposés par le pays pour une inscription au patrimoine mondial de l'UNESCO.